# T.I. vs. T.I.P.
T.I. vs. T.I.P. é o quinto álbum de estúdio, lançado em 3 de julho de 2007 através de Grand Hustle Records, Asylum Records e Atlantic Records. As sessões de gravação do álbum levaram um ano e meio para serem gravadas no início de 2007, afirmou T.I. em entrevista ao MTV News. A produção foi tratada por vários produtores de discos, incluindo Kannon "Caviar" Kross, Just Blaze, Mannie Fresh, Lil' C, Wyclef Jean, Jerry "Wonder" Duplessis, Sedeck "All Hands on Deck" Jean, Keith "Lil Wonda" Duplessis, Kevin "Khao" Cates, Timbaland, Bao Quoc Pham, Steve Holdren, Nate "Danja" Hills, The Runners, Tony Galvin, Eminem, Jeff Bass e Keith Mack, entre outros. Até hoje, é o único álbum de T.I. a não apresentar produção de DJ Toomp.
O álbum estreou em primeiro lugar na parada dos EUA, vendendo mais de 470.000 cópias em sua primeira semana de lançamento nos Estados Unidos, o álbum ficou quase em ouro.

## Polêmica
T.I. declarou que esse álbum ia ser um clássico como foram All Eyez on Me do 2Pac, Ready to Die do Notorious B.I.G.,  Illmatic do Nas.

## Faixas
| #  | Nome                                          | Produtor(es)                                                                                            | Participação(ões)         | Tempo Total |
| -- | --------------------------------------------- | --- | ------------------------- | ----------- |
| 1  | "Act I (T.I.P.)"                              | T.I. and Kannon “Caviar” Cross, additional production by Just Blaze                                     |                           | 2:22        |
| 2  | "Big Shit Poppin' (Do It)"                    | Mannie Fresh                                                                                            |                           | 4:47        |
| 3  | "Raw"                                         | Lil' C                                                                                                  |                           | 3:51        |
| 4  | "You Know What It Is"                         | Wyclef Jean, Jerry 'Wonder' Duplessis, Sedeck "All Hands on Deck" Jean and Keith "Lil' Wonda" Duplessis |                           | 4:47        |
| 5  | "Da Dopeman"                                  | Mannie Fresh                                                                                            |                           | 5:09        |
| 6  | "Watch What You Say To Me"                    | Khao, co-produced by Bao Quoc Pham & Steve Holdren                                                      | Jay-Z                     | 4:45        |
| 7  | "Hurt"                                        | Danja                                                                                                   | Alfamega and Busta Rhymes | 4:50        |
| 8  | "Act II (T.I.)"                               | T.I. and Caviar, additional production by Just Blaze                                                    |                           | 1:46        |
| 9  | "Help Is Coming"                              | Just Blaze                                                                                              |                           | 4:25        |
| 10 | "My Swag"                                     | Wyclef Jean, Wonda, All Hands on Deck and Keith Lil' Wonda                                              | Wyclef Jean               | 4:34        |
| 11 | "We Do This"                                  | The Runners                                                                                             |                           | 3:33        |
| 12 | "Show It to Me"                               | Tony Galvin                                                                                             | Nelly                     | 3:18        |
| 13 | "Don't You Wanna Be High"                     | The Runners                                                                                             |                           | 3:59        |
| 14 | "Touchdown"                                   | Eminem and Jeff Bass                                                                                    | Eminem                    | 4:42        |
| 15 | "Act III (T.I. vs. T.I.P.) The Confrontation" | T.I. and Caviar, additional production by Just Blaze                                                    |                           | 1:46        |
| 16 | "Tell 'Em I Said That"                        | Danja                                                                                                   |                           | 4:54        |
| 17 | "Respect This Hustle"                         | Danja                                                                                                   |                           | 4:26        |
| 18 | "My Type"                                     | Keith Mack                                                                                              |                           | 4:50        |